# Лемша (приток Узолы)
Лемша — река в России, протекает по Городецкому району Нижегородской области. Устье реки находится в 35 км по левому берегу реки Узола. Длина реки составляет 19 км, площадь водосборного бассейна 87,2 км².
Исток реки находится у деревни Лазарево в 24 км к северо-востоку от Городца. Река течёт на юго-запад, затем на запад, протекает деревни Лазарево, Дырино, Филоново, Мехово, Тихая. Впадает в Узолу у деревни Курцево.

## Данные водного реестра
По данным государственного водного реестра России относится к Верхневолжскому бассейновому округу, водохозяйственный участок реки — Волга от Горьковского гидроузла и до устья реки Ока, речной подбассейн реки — Волга ниже Рыбинского водохранилища до впадения Оки. Речной бассейн реки — (Верхняя) Волга до Куйбышевского водохранилища (без бассейна Оки).
Код объекта в государственном водном реестре — 08010300512110000017312.